# بنافارسس
بنافارسس (به اسپانیایی: Benafarces) یک شهرستان در اسپانیا است که در استان وایادولید واقع شده‌است.